# Phyllodoce patagonica
Phyllodoce patagonica är en ringmaskart som först beskrevs av Johan Gustaf Hjalmar Kinberg 1866.  Phyllodoce patagonica ingår i släktet Phyllodoce och familjen Phyllodocidae. Inga underarter finns listade i Catalogue of Life.